# تفجير راولبندي 2014
تفجير راولبندي 2014 هو تفجير نفذته حركة طالبان باكستان في راولبندي في باكستان في 19 يناير 2014.

## الهجوم
قتل ستة عسكريين وثمانية مدنيين في التفجير في بلدة بالقرب من مقر الجيش الباكستاني، وفقًا لبي بي سي: "كان الجنود والقوات شبه العسكرية يخططون لمغادرة بلدة بانو في إقليم خيبر بختونخوا إلى رازماك في شمال وزيرستان"، حيث كان الجنود يمشون على الأقدام عندما حدث الانفجار يوم الاثنين 19 يناير في روالبندي.